# Battaglia di Millesimo
La battaglia di Millesimo fu uno scontro, avvenuto nel contesto della campagna di Montenotte, avvenuto tra il 13 ed il 14 aprile 1796 tra le truppe francesi del generale Augereau e le truppe sardo-austriache del generale Provera. L'esito fu di una vittoria francese.

## Contesto storico
Dopo anni di alterne fortune, l'Armata d'Italia fu assegnata al giovane e promettente generale Napoleone Bonaparte, con l'obiettivo di raggiungere l'Adige e poi marciare su Vienna.

## Antefatti
Nei giorni immediatamente precedenti alla battaglia, il 10 aprile, i soldati austriaci di Beaulieu erano scesi a Voltri, conquistando la città dopo una breve battaglia contro i francesi.
Solo dopo aver conquistato il paesino, Beaulieu si rese conto di aver lasciato il generale Argenteau completamente isolato e alla mercé dei francesi a Montenotte. Nonostante i timidi tentativi di giungere in suo soccorso, Argenteau venne attaccato e la sua divisione quasi distrutta dalle forze francesi di Massena e di Laharpe.
Avendo creato un varco nella linea di difesa tra sabaudi ed austriaci, Napoleone portò avanti il suo piano di separare le due forze e sconfiggerle una alla volta. Primo passo in tale impresa era allargare il varco appena creato e travolgere i piemontesi, respingendoli oltre alle Alpi e agli Appennini.

## La battaglia
Le forze di Augereau attaccarono Millesimo, dove si trovavano un distaccamento di 4 000 uomini. Gli austro-piemontesi, messi sotto pressione dai francesi, abbandonarono il paese, dirigendosi verso Ceva, mentre un piccolo gruppo si diressero verso il vicino paese di Cosseria, con lo scopo di coprire la ritirata. Questo gruppo venne inseguito dai francesi.
I fuggitivi, braccati dai francesi, trovarono rifugio presso le rovine del Castello di Cosseria. Erano circa un migliaio, tra cui lo stesso generale Provera, comandante truppe austriache, e il colonnello del Carretto, comandante delle truppe sabaude, che lì trovò la morte.
Napoleone, che era assieme ad Augereau, lanciò diversi assalti al castello, posto sopra una collina. Vennero tutti respinti. Nemmeno un ultimo tentativo, guidato da Joubert, sortì alcun risultato. Verso sera, Napoleone tornò a Cairo, lasciando la situazione in mano ad Augereau.
I pochi difensori combatterono con accanimento ma privi di cibo, acqua e munizioni dovettero arrendersi. Il giorno seguente, Provera inviò un messaggio dove comunicava la propria resa. I superstiti poterono lasciare i ruderi da loro difesi con l'onore delle armi.

## Conseguenze
I francesi subirono perdite notevoli nell'assalto al castello, caduto esclusivamente per la mancanza di viveri e munizioni. I francesi subirono circa 700 perdite, gli assediati subirono tra i 96 e i 150 caduti, mentre i restanti furono fatti prigionieri.
Suchet, futuro maresciallo, ricevette la promozione a colonnello, dopo che il suo superiore perì nell'assalto.
La battaglia riuscì a dividere ulteriormente gli schieramenti degli austriaci da quelli dei piemontesi, indebolendone così le forze e la capacità bellica. Compreso che Beaulieu non poteva in alcun modo supportare le sue truppe a Ceva, Napoleone decise di attaccare il paese.

## Nella cultura di massa
Una versione romanzata della battaglia di Millesimo è presente nel racconto di Barrili, Monsù Tomè, storia di un granatiere piemontese in viaggio per l'Europa al servizio di Napoleone.